# Calyxochaetus lamellicornis
Calyxochaetus lamellicornis är en tvåvingeart som beskrevs av Octave Parent 1930. Calyxochaetus lamellicornis ingår i släktet Calyxochaetus och familjen styltflugor. Inga underarter finns listade i Catalogue of Life.